# Neobisium crucis
Espèce
Neobisium crucis est une espèce de pseudoscorpions de la famille des Neobisiidae.

## Distribution
Cette espèce est endémique du Monténégro. Elle se rencontre à Kotor dans la grotte Pećina u Krstacu.

## Description
Le mâle holotype mesure 4,14 mm. Ce pseudoscorpion est anophtalme.

## Publication originale
- Ćurčić, Rađa, Dimitrijević, Ćurčić, Ćurčić & Ilić, 2013 : Neobisium crucis n. sp. and n. pluzinensis n. sp., two new cave-dwellers from Montenegro (neobisiidae, pseudoscorpiones). Archives of Biological Sciences, vol. 65, no 3, p. 1261-1267.